# Französische Badmintonmeisterschaft 2004
Die Französische Badmintonmeisterschaft 2004 fand in Bordeaux statt. Es war die 55. Austragung der nationalen Titelkämpfe im Badminton in Frankreich.	

## Titelträger
| Disziplin    | Sieger                                      |
| ------------ | ------------------------------------------- |
| Herreneinzel | Nabil Lasmari                               |
| Dameneinzel  | Tatiana Vattier                             |
| Herrendoppel | Bertrand Gallet Jean-Michel Lefort          |
| Damendoppel  | Tatiana Vattier Victoria Hristova Wright    |
| Mixed        | Svetoslav Stoyanov Victoria Hristova Wright |